# 皮斯瓦利 (密蘇里州)
皮斯瓦利（英語：Peace Valley）是位於美國密蘇里州豪厄爾縣的非建制地區。

## 歷史
皮斯瓦利的郵局自1876年營運至今。

## 地理
皮斯瓦利所處的海拔為高於海平面266米（即873英呎），而該地所採用的時區為UTC-6，即北美中部時區（CST）。同時該地設有夏令時間，為UTC-6調快一小時，即UTC-5（CDT）。